# Lijst van organisaties actief in openbaar vervoer in Nederland
In deze lijst staan organisaties actief in het openbaar vervoer in Nederland.
- Arriva Personenvervoer Nederland
- DB Regio
- EBS
- GVB (Amsterdam)
- HTM (Den Haag)
- Keolis Nederland
  - allGo
  - Syntus Twente
  - Syntus Utrecht
- Nederlandse Spoorwegen
- NS Railinfrabeheer
- ProRail
- Qbuzz
  - U-OV
- Railinfratrust
- RET (Rotterdam)
- Taxi Centrale Renesse
- TCR Vlieland
- Transdev Nederland
  - Connexxion
    - Hermes
      - Breng

    - OV Regio IJsselmond